# Wokha (distrikt)
Wokha (hindi: वोखा जिला) er et distrikt i den indiske delstat Nagaland. Distriktets hovedstad er Wokha.

## Demografi
Ved folketællingen i 2011 var der 166,239 indbyggere i distriktet, mod 161,098 i 2001. Den urbane befolkningen udgør 21,05 % af befolkningen.
Børn i alderen 0 til 6 år udgjorde 11,83 % i 2011 mod 13,60 % i 2001. Antallet af piger i den alder per tusinde drenge er 970 i 2011 mod 985 i 2001.